# Renard corsac
Vulpes corsac · Corsac, Renard des steppes
Espèce
Statut de conservation UICN

 LC  : Préoccupation mineure
Répartition géographique
Synonymes
- Canis corsac Linneaus, 1768 (Protonyme)

Le  renard corsac (Vulpes corsac), aussi connu sous le nom abrégé de corsac, ou encore celui de renard des steppes, est une espèce de mammifère carnivore de la famille des canidés. Ce renard de taille moyenne appartenant au genre Vulpes, est originaire des steppes, des zones désertiques et semi-désertiques d'Eurasie centrale, notamment en Russie, au Kazakhstan, en Ouzbékistan, au Turkménistan, ainsi qu’en Mongolie et dans le nord de la Chine.
Depuis 2004, l'espèce est classée comme étant de « Préoccupation mineure » par l'UICN, bien que ses populations soient sujettes à de fortes fluctuations, pouvant chuter d’un facteur dix en une seule année.

## Dénominations
- Nom scientifique valide : Vulpes corsac (Linnaeus, 1768)[2].
- Noms vernaculaires normalisés locaux : russe : корсак korsak ; turc : karsak ; chinois : 沙狐, shāhú, « renard des sables »  .
- Nom normalisé anglais : Corsac fox
- Nom typique en français : Renard corsac (UICN)[3].
- Noms vulgaires : Renard des steppes, Corsac
- Nom vernaculaires, couramment utilisés en français : Renard.

Le nom « corsac » provient du russe korsák (корса́к), lui-même emprunté au turc karsak, lui même qui pourrait dériver du mot turcique qarsa signifiant « rapide, pressé », en référence au comportement erratique de l’animal. L’appellation « corsac » était le plus souvent utilisée seule pour désigner l’espèce, mais fut remplacée par le nom binominal Vulpes corsac traduit dans les différentes langues.

## Évolution et systématique

### Registre fossile
Le proche parent ou ancêtre du renard des steppes est l’espèce Vulpes praecorsac, attestée au début du Pléistocène en Europe. Des fossiles de cette espèce ont été découverts en Autriche et en Hongrie,.
La plus ancienne attestation fossile du renard des steppes remonte au Pléistocène moyen en Chine. Au Pléistocène supérieur, cette espèce est présente depuis la Suisse jusqu’au nord de la Chine et dans l’Oural. En Crimée, la grotte de Prolom-II a livré au moins 535 restes osseux appartenant à 26 individus de l’espèce, datés de périodes où le site était occupé par des groupes de chasseurs-cueilleurs du Paléolithique moyen. Certaines traces fossiles tendent à montrer que l’espèce était présente sur la péninsule de Crimée tant durant la période pléniglaciaire il y a environ 75 000 à 15 000 ans, qu’à la fin du glaciaire entre 15 000 à 9 500 ans.

### Systématique
La description scientifique du renard corsac a été faite par Carl von Linné en 1768 sous le nom de Canis corsac, le rattachant alors au genre Canis. Le spécimen type provient des steppes du nord du Kazakhstan, près de Petropavlovsk. En 1912, Kastschenko a décrit Vulpes nigra, aujourd’hui considéré comme un synonyme de l'espèce. En 1935, Ognev classe l’espèce dans le genre Vulpes sous le nom Vulpes corsac corsac. La même année, Dorogostaiska décrit une sous-espèce désormais invalide : Vulpes corsac skorodumovi. L’épithète spécifique corsac dérive du même nom turc transmis par le russe.
Aujourd’hui, le renard corsac est regroupé avec onze autres espèces au sein du genre Vulpes.  Sur la base de données morphologiques et moléculaires, Binninda-Emonds et al. (1999) le considèrent comme espèce sœur du renard du Tibet (Vulpes ferrilata), toutes deux formant un groupe frère avec le renard roux et le renard de Rüppell.  Selon Zrzavý & Řičánková (2004), cette position n’est pas confirmée : le renard du Tibet serait alors basal dans le genre.

### Arbre phylogénétique
|  | Renard du Cap (Vulpes chama)           |
|  |                                        |
|  | Renard du Bengale (Vulpes bengalensis) |
|  |                                        |
|  | Renard pâle (Vulpes pallida)           |
|  |                                        |

|  | Renard de Blanford (Vulpes cana) |
|  |                                  |
|  | Fennec (Vulpes zerda)            |
|  |                                  |

|  | Renard nain (Vulpes macrotis)   |
|  |                                 |
|  | Renard polaire (Vulpes lagopus) |
|  |                                 |

|  | Renard corsac (Vulpes corsac)      |
|  |                                    |
|  | Renard du Tibet (Vulpes ferrilata) |
|  |                                    |

|  | Renard roux (Vulpes vulpes)          |
|  |                                      |
|  | Renard de Rüppell (Vulpes rueppelli) |
|  |                                      |

|  | Renard corsac (Vulpes corsac)      |
|  |                                    |
|  | Renard du Tibet (Vulpes ferrilata) |
|  |                                    |

|  | Renard roux (Vulpes vulpes)          |
|  |                                      |
|  | Renard de Rüppell (Vulpes rueppelli) |
|  |                                      |

|  | Renard nain (Vulpes macrotis)   |
|  |                                 |
|  | Renard polaire (Vulpes lagopus) |
|  |                                 |

|  | Renard corsac (Vulpes corsac)      |
|  |                                    |
|  | Renard du Tibet (Vulpes ferrilata) |
|  |                                    |

|  | Renard roux (Vulpes vulpes)          |
|  |                                      |
|  | Renard de Rüppell (Vulpes rueppelli) |
|  |                                      |

|  | Renard corsac (Vulpes corsac)      |
|  |                                    |
|  | Renard du Tibet (Vulpes ferrilata) |
|  |                                    |

|  | Renard roux (Vulpes vulpes)          |
|  |                                      |
|  | Renard de Rüppell (Vulpes rueppelli) |
|  |                                      |

|  | Renard de Blanford (Vulpes cana) |
|  |                                  |
|  | Fennec (Vulpes zerda)            |
|  |                                  |

|  | Renard nain (Vulpes macrotis)   |
|  |                                 |
|  | Renard polaire (Vulpes lagopus) |
|  |                                 |

|  | Renard corsac (Vulpes corsac)      |
|  |                                    |
|  | Renard du Tibet (Vulpes ferrilata) |
|  |                                    |

|  | Renard roux (Vulpes vulpes)          |
|  |                                      |
|  | Renard de Rüppell (Vulpes rueppelli) |
|  |                                      |

|  | Renard corsac (Vulpes corsac)      |
|  |                                    |
|  | Renard du Tibet (Vulpes ferrilata) |
|  |                                    |

|  | Renard roux (Vulpes vulpes)          |
|  |                                      |
|  | Renard de Rüppell (Vulpes rueppelli) |
|  |                                      |

|  | Renard nain (Vulpes macrotis)   |
|  |                                 |
|  | Renard polaire (Vulpes lagopus) |
|  |                                 |

|  | Renard corsac (Vulpes corsac)      |
|  |                                    |
|  | Renard du Tibet (Vulpes ferrilata) |
|  |                                    |

|  | Renard roux (Vulpes vulpes)          |
|  |                                      |
|  | Renard de Rüppell (Vulpes rueppelli) |
|  |                                      |

|  | Renard corsac (Vulpes corsac)      |
|  |                                    |
|  | Renard du Tibet (Vulpes ferrilata) |
|  |                                    |

|  | Renard roux (Vulpes vulpes)          |
|  |                                      |
|  | Renard de Rüppell (Vulpes rueppelli) |
|  |                                      |

|  | Renard du Cap (Vulpes chama)           |
|  |                                        |
|  | Renard du Bengale (Vulpes bengalensis) |
|  |                                        |
|  | Renard pâle (Vulpes pallida)           |
|  |                                        |

|  | Renard de Blanford (Vulpes cana) |
|  |                                  |
|  | Fennec (Vulpes zerda)            |
|  |                                  |

|  | Renard nain (Vulpes macrotis)   |
|  |                                 |
|  | Renard polaire (Vulpes lagopus) |
|  |                                 |

|  | Renard corsac (Vulpes corsac)      |
|  |                                    |
|  | Renard du Tibet (Vulpes ferrilata) |
|  |                                    |

|  | Renard roux (Vulpes vulpes)          |
|  |                                      |
|  | Renard de Rüppell (Vulpes rueppelli) |
|  |                                      |

|  | Renard corsac (Vulpes corsac)      |
|  |                                    |
|  | Renard du Tibet (Vulpes ferrilata) |
|  |                                    |

|  | Renard roux (Vulpes vulpes)          |
|  |                                      |
|  | Renard de Rüppell (Vulpes rueppelli) |
|  |                                      |

|  | Renard nain (Vulpes macrotis)   |
|  |                                 |
|  | Renard polaire (Vulpes lagopus) |
|  |                                 |

|  | Renard corsac (Vulpes corsac)      |
|  |                                    |
|  | Renard du Tibet (Vulpes ferrilata) |
|  |                                    |

|  | Renard roux (Vulpes vulpes)          |
|  |                                      |
|  | Renard de Rüppell (Vulpes rueppelli) |
|  |                                      |

|  | Renard corsac (Vulpes corsac)      |
|  |                                    |
|  | Renard du Tibet (Vulpes ferrilata) |
|  |                                    |

|  | Renard roux (Vulpes vulpes)          |
|  |                                      |
|  | Renard de Rüppell (Vulpes rueppelli) |
|  |                                      |

|  | Renard de Blanford (Vulpes cana) |
|  |                                  |
|  | Fennec (Vulpes zerda)            |
|  |                                  |

|  | Renard nain (Vulpes macrotis)   |
|  |                                 |
|  | Renard polaire (Vulpes lagopus) |
|  |                                 |

|  | Renard corsac (Vulpes corsac)      |
|  |                                    |
|  | Renard du Tibet (Vulpes ferrilata) |
|  |                                    |

|  | Renard roux (Vulpes vulpes)          |
|  |                                      |
|  | Renard de Rüppell (Vulpes rueppelli) |
|  |                                      |

|  | Renard corsac (Vulpes corsac)      |
|  |                                    |
|  | Renard du Tibet (Vulpes ferrilata) |
|  |                                    |

|  | Renard roux (Vulpes vulpes)          |
|  |                                      |
|  | Renard de Rüppell (Vulpes rueppelli) |
|  |                                      |

|  | Renard nain (Vulpes macrotis)   |
|  |                                 |
|  | Renard polaire (Vulpes lagopus) |
|  |                                 |

|  | Renard corsac (Vulpes corsac)      |
|  |                                    |
|  | Renard du Tibet (Vulpes ferrilata) |
|  |                                    |

|  | Renard roux (Vulpes vulpes)          |
|  |                                      |
|  | Renard de Rüppell (Vulpes rueppelli) |
|  |                                      |

|  | Renard corsac (Vulpes corsac)      |
|  |                                    |
|  | Renard du Tibet (Vulpes ferrilata) |
|  |                                    |

|  | Renard roux (Vulpes vulpes)          |
|  |                                      |
|  | Renard de Rüppell (Vulpes rueppelli) |
|  |                                      |

#### Sous-espèces
Selon Wilson & Reeder (2005), deux sous-espèces sont reconnues : la forme nominale Vulpes corsac corsac et Vulpes c. kalmykorum.  
Clark et al. (2008) ajoutent V. c. turkmenicus, et Sillero-Zubiri (2009) mentionne aussi V. c. scorodumovi.
Les sous-espèce reconnues depuis par Castelló dans le guide delachaux: 
| Nom et auteur                                                                     | Description | Localisation                                                                                                   | Synonyme                                         |
| --------------------------------------------------------------------------------- | --- | --- | ------------------------------------------------ |
| Renard corsac du Kazakhstan (Vulpes corsac corsac) (Linnaeus, 1758) (Espèce type) | C'est la plus grande des sous-espèces, dotée d’un pelage d’hiver très doux et uni.                                                        | Nord de l’aire de répartition jusqu’aux steppes de l’Altaï, passant par le Nord de la Chine, Mongolie, Russie. | nigra Kastschenko, 1912 scorodumovi Skalon, 1936 |
| Renard corsac du Caucase Vulpes corsac kalmykorum Ognev, 1935                     | | Bassin de la Volga et Volga-Oural.                                                                             |                                                  |
| Renard turkmène Vulpes corsac turkmenicus Ognev, 1935                             | C'est la plus petite des sous-espèces, dotée d'une fourrure hivernale plus courte, plus drue, dune teinte grise sale entrecoupée de roux. | Sud de l’Asie centrale, Afghanistan, Kazakhstan, nord-est de l’Iran.                                           |                                                  |

## Description

### Caractéristiques générales
Le renard corsac présente une longueur tête-corps comprise entre 45 et 60 centimètres, à laquelle s’ajoute une queue mesurant entre 24 et 35 cm. Le poids varie de 1,6 à 3,2 kg chez les mâles et de 1,9 à 2,4 kg chez les femelles. Les premiers sont donc légèrement plus grands et plus lourds, mais en dehors de la taille, les deux sexes ne présentent pas de différences morphologiques notables : le dimorphisme sexuel est peu marqué,.
Le pelage est brun-gris à roussâtre en été, avec une teinte jaunâtre à blanchâtre sur la gorge et le ventre. La tête est d’un gris ocre ou brunâtre, légèrement plus sombre au niveau du front, avec une coloration blanche à jaunâtre autour du museau, de la gorge et de la nuque inférieure. Les oreilles, relativement courtes, d’une taille de 50 à 70 mm, sont de la même couleur que le dos ; la face antérieure est brun rayé et la face postérieure varie de brun ocre à brun rougeâtre. Les membres antérieurs sont jaunâtres sur l'avant et roux-jaunâtre sur les côtés ; les pattes arrière, de coloration similaire, sont un peu plus claires. La queue représente environ la moitié de la longueur tête-corps. Elle est touffue, densément garnie, brun foncé à gris brunâtre sur le dessus, avec une extrémité noire et une tache noire située à 6 ou 7 cm de la base, marquant la glande viole. Le dessous de la queue est gris cendré à brun ou roux.
Le renard corsac entre en période de mue au printemps et en automne, avec un remplacement complet du pelage d’hiver au printemps. Ce pelage est beaucoup plus clair, dense, doux et soyeux, ce qui en fait une fourrure recherchée. Il présente une bande brune centrale et les pointes des poils sont d’un blanc argenté. Il protège efficacement contre le froid et les conditions climatiques extrêmes qui règnent dans une grande partie de son aire de répartition en hiver. Le diamètre maximal des pores des poils sont inférieures à 2 μm et varie selon les saisons, ce qui renforce les propriétés isolantes de la fourrure.
L’aire de répartition du renard corsac chevauche celle de plusieurs autres espèces de renards, ce qui peut entraîner des confusions. Il se distingue du renard roux (Vulpes vulpes), plus grand et largement sympatrique, notamment par des pattes proportionnellement plus longues. Il se différencie également du renard roux et du renard du Tibet (Vulpes ferrilata) par l’extrémité noire de sa queue. Le renard du Tibet est aussi légèrement plus grand, avec une tête plus massive et des bandes sombres marquées à l’arrière du cou. Le renard de blanford (Vulpes cana) s’en distingue par la couleur du pelage et la morphologie, notamment les taches sombres sous les yeux et la robe tachetée. Le renard du Bengale (Vulpes bengalensis) se distingue quant à lui par la teinte sable des oreilles, et le renard de Rüppell (Vulpes rueppelli) par son pelage sableux, une tache sombre sur le visage et une longue queue à extrémité blanche.

### Caractéristiques ostéologiques

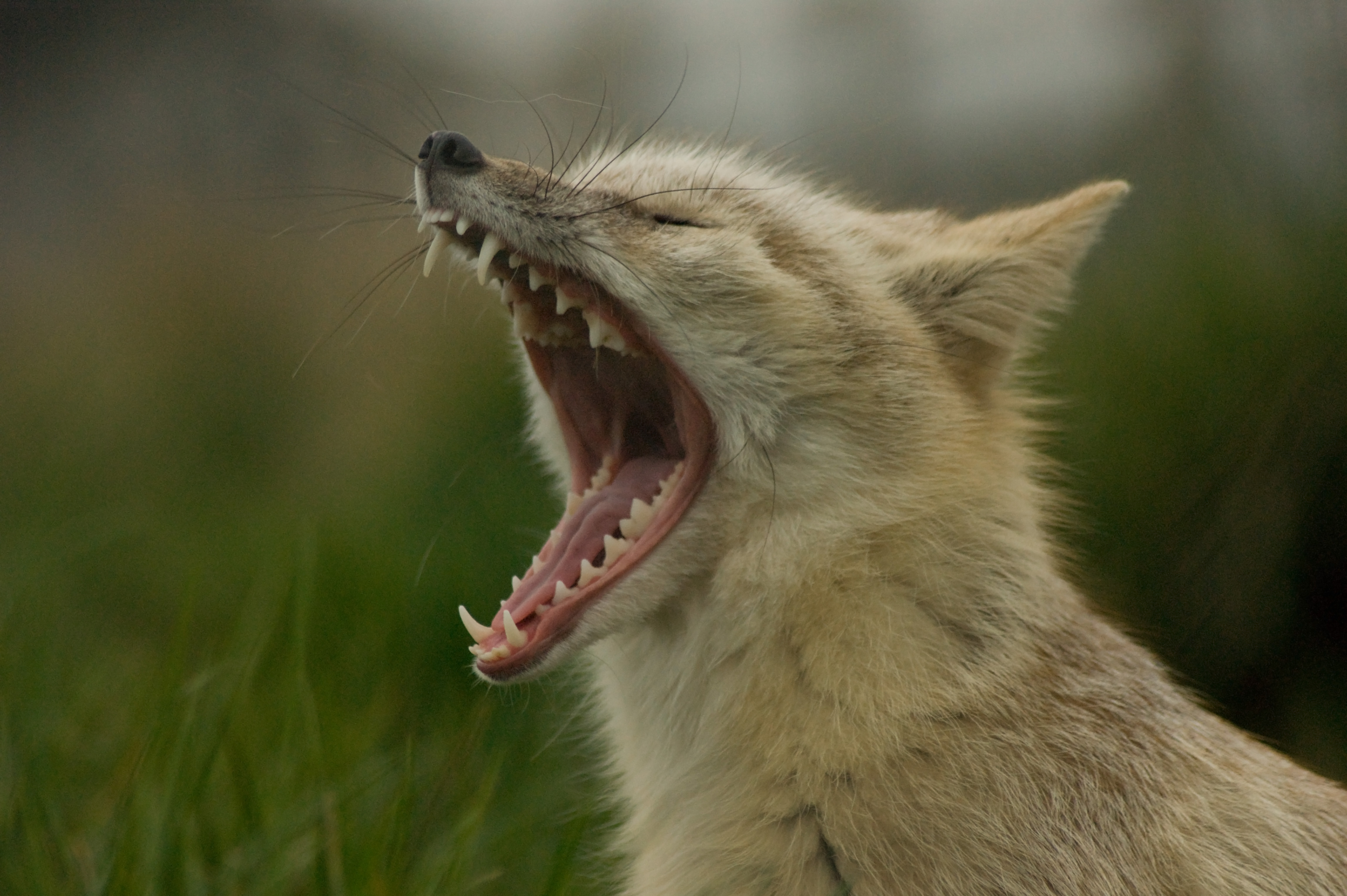
Renard corsac bâillant, montrant bien sa dentition

Le crâne présente une longueur basale de 96 à 113 mm et une largeur maximale au niveau des arcades zygomatiques de 57 à 71 mm. La largeur au niveau de la boîte crânienne est de 49 à 50 mm. La longueur du museau osseux atteint 46 à 52 mm, et les os nasaux mesurent entre 36 et 42 mm. Comparé à celui du renard roux, le crâne du renard corsac est plus petit, plus court et un peu plus large, mais avec des canines proportionnellement plus robustes.
L’arcade dentaire supérieure mesure entre 48 et 55 mm. Les dents sont relativement petites. Chaque moitié de la mâchoire supérieure comprend trois incisives, une canine, quatre prémolaires et deux molaires, tandis que la mâchoire inférieure comprend trois incisives, une canine, quatre prémolaires et trois molaires, soit un total de 42 dents. Le premier molaire est nettement plus petit que chez les autres espèces de renards.

### Génétique
Le renard corsac possède un caryotype haploïde (paire) de 18 chromosomes  soit un jeu diploïde de 36 chromosomes par cellule. On suppose que ce génome résulte, chez l’ancêtre commun du renard corsac et du renard roux, d’une fusion de chromosomes à partir d’un génome ancestral comprenant 68 chromosomes, mais que le mode de fusion diffère selon les espèces. Plusieurs séquences de gènes et de segments d’ADN, tant nucléaire que mitochondrial, ont été obtenues, notamment celles du cytochrome b et des gènes COI et COII. Ces séquences, issues de l’ADN mitochondrial, sont couramment utilisées pour les analyses phylogénétiques.

## Répartition et habitat

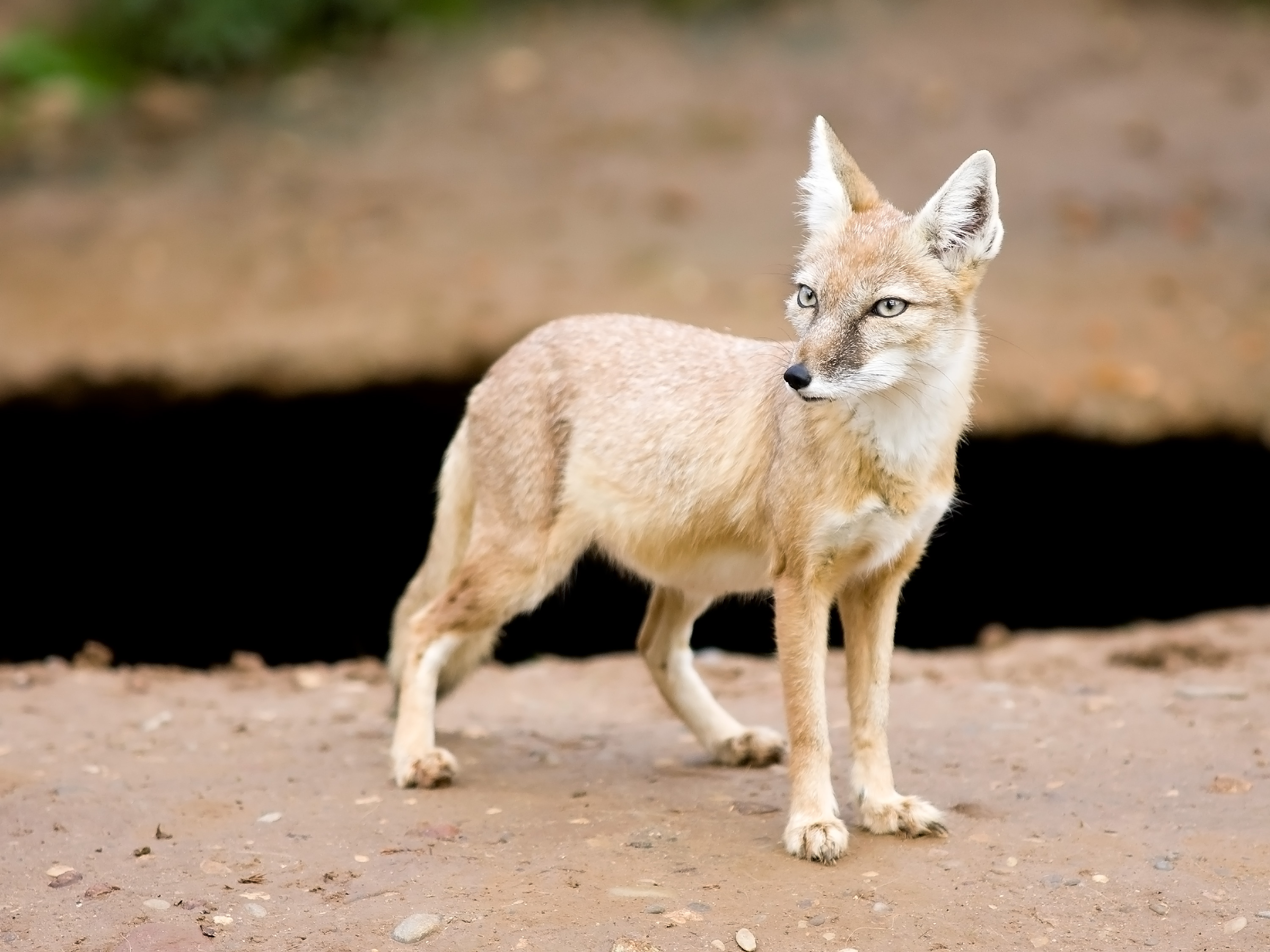
Un renard des steppes dans son pelage d'été.

L’aire de répartition du renard corsac couvre la steppe eurasienne, ainsi que les zones semi-désertiques et désertiques d’Asie centrale, s’étendant de la basse Volga à travers l’Asie occidentale et centrale jusqu’à la Mandchourie et au Tibet.
En Europe, on le trouve jusqu’aux régions de l’oblast de Samara, du Tatarstan et du nord du Caucase. De là, sa répartition s’étend à travers l'Asie centrale dans les steppes et forêts-steppe du sud de la Sibérie occidentale, puis tout le Kazakhstan, l’Ouzbékistan et le Turkménistan, y compris les régions arides, jusqu'au nord-est de l'Iran et le nord de l’Afghanistan ainsi qu'à l'ouest du Tadjikistan.
En Asie orientale, l’espèce est également présente dans la région de la Transbaïkalie (Sibérie), dans l’ensemble de la Mongolie à l’exception des zones montagneuses boisées, ainsi que dans l'ouest, le nord et le nord-est de la Chine : en Mandchourie, en Mongolie-Intérieure, dans la région comprise entre l’Argoun et le Grand Khingan, dans la Dzoungarie et le Kachgar au Xinjiang. La limite Sud de son aire de répartition reste incertaine, mais en Chine, elle pourrait s’étendre jusqu’aux chaînes montagneuses qui bordent le nord du plateau du Tibet.
Depuis une période récente, il a été observé une extension vers l’ouest de son aire de répartition, probablement en lien avec l’expansion et le rétablissement des populations de marmotte des steppes (Marmota bobak) jusqu’à la région de l’oblast de Voronej. Des observations isolées ont également été signalées dans les steppes de l’Ukraine jusqu’à Pavlodar, dans la Transcaucasie orientale en Azerbaïdjan, et peut-être aussi dans l’ouest du Kirghizistan.
Le renard corsac fréquente principalement les steppes ainsi que les zones semi-désertiques et désertiques. Il évite généralement les régions montagneuses, les forêts ainsi que les zones habitées. Il peut néanmoins s’aventurer sur des terres agricoles à la recherche de nourriture.

## Mode de vie

### Activité
Le renard corsac est bien adapté  aux conditions climatiques extrêmes, comme la sécheresse et les grands froids. Il peut survivre longtemps sans eau ni nourriture. Dans les steppes, il recherche fréquemment les points d’eau, où il trouve également ses proies. Il est principalement nocturne : la chasse débute généralement au crépuscule, atteint son pic au cours de la première moitié de la nuit, puis reprend peu avant l’aube. Cependant, durant l’été, lorsqu’il faut nourrir les petits, il peut également être actif en journée.
La structure sociale repose principalement sur le noyau familial. Le renard corsac utilise surtout les terriers abandonnés de marmottes ou d’autres rongeurs, plus rarement ceux de renards roux ou de blaireaux. Dans le Nord de son aire de répartition, il privilégie particulièrement les terriers de la Marmotte de Sibérie (Marmota sibirica). Une étude menée en Mongolie a montré que les corsacs utilisent significativement plus souvent les terriers de marmottes que ceux d’autres espèces, ce qui fait de la marmotte une espèce-clé dans l’écologie de la région. Les terriers sont en général peu profonds et comptent de un à quatre orifices. Ils servent de refuge contre les intempéries et les prédateurs. Lors des tempêtes hivernales et des périodes de gel intense, plusieurs renards peuvent partager un même terrier. Les terriers de mise bas présentent généralement davantage d’entrées menant à une chambre centrale.
La taille du domaine vital varie considérablement selon l’abondance des proies et des ressources. Pour un habitat optimal, le domaine vital d’un couple peut se limiter à un kilomètre carré ; dans des conditions défavorables, il peut atteindre 35 à 40 km2. Les marquages par urine ou les fèces apparaissent surtout près des terriers de mise bas, mais restent rares comparés à d’autres espèces. La communication vocale repose essentiellement sur des aboiements, déclinés en plusieurs variantes de glapissements selon les contextes : chasse, comportement territorial, reproduction ou menace. S’ajoutent des sons brefs et aigus utilisés à courte distance, comme des glapissements plaintifs et des couinements.
En hiver, le corsac évite la neige dont la profondeur dépasse 15 cm, dans laquelle il s’enfoncerait en raison de sa charge au sol élevée, estimée entre68 à 80 g par cm2, limitant sa mobilité. Le renard roux, en comparaison, n’exerce qu’une pression de 27 à 30 g par cm2. Ainsi, le corsac préfère les sentiers battus par les ongulés et suit les hardes de Saïga (Saiga tatarica), de Gazelle à goitre (Gazella subgutturosa) ou de Gazelle de Mongolie (Procapra gutturosa), qui, en fuyant, dérangent des proies potentielles. En hiver, il peut migrer vers le Sud depuis les régions septentrionales, parcourant des distances de 50 à 600 km. Il quitte également les zones boisées et les steppes herbeuses pour s’installer dans les semi-déserts où les proies sont plus abondantes.

### Régime alimentaire
Le renard corsac est un carnivore opportuniste, se nourrissant principalement de mammifères et d’oiseaux de petite à moyenne taille, mais aussi d’insectes et de matière végétale. La composition de son régime varie selon les espèces dominantes de son aire de répartition. Au Nord, les campagnols des hauteurs (Microtus gregalis) et les lemmings des steppes (Lagurus lagurus) constituent la base de son alimentation. Dans d’autres régions, il chasse majoritairement la Grande gerbille (Rhombomys opimus), des mériones (Meriones), des rongeurs telles que les allactages (Allactaga) ou les dipodidés (Dipus), des hamsters (Cricetulus et Phodopus), diverses espèces de campagnols (Alticola, Lasiopodomys, Microtus), ainsi que le spermophile ondulé (Spermophilus undulatus). De plus grosses proies comme les ochotones (Ochotona), les lièvres (Lepus) ou les marmottes (Marmota) ne sont capturées qu’occasionnellement. En Chine, il a été identifié comme l’un des principaux prédateurs de l’Outarde de Macqueen (Chlamydotis macqueenii).
Les renards corsacs chassent généralement seuls, surtout en été, mais des groupes de chasse ont été observés, probablement constitués de familles ou de groupes sociaux soudés. En hiver, lorsque les proies se raréfient, ils consomment aussi des restes de carcasses abandonnées par les loups. À proximité des habitations humaines, ils fouillent les déchets pour se nourrir. Leur alimentation végétale inclut peu de fruits, mais plutôt des plantes telles que de l’ail (Allium polyrhizum), des asperges (Asparagus gobicus) ou le tribule terrestre (Tribulus terrestris).
Les principaux concurrents alimentaires du corsac sont d’autres carnivores, notamment le renard roux et le loup gris . Pendant les périodes de disette, surtout en hiver, il peut aussi entrer en concurrence avec le blaireau européen (Meles meles), diverses espèces de mustélidés comme l’hermine (Mustela erminea), la belette de montagnes (Mustela altaica), le putois des steppes (Mustela eversmanii), la belette pygmée (Mustela nivalis), le vison de Sibérie (Mustela sibirica), ainsi que le putois marbré (Vormela peregusna) et le manul (Felis manul). D’autres compétiteurs sont les rapaces comme le faucon sacre (Falco cherrug), le busard pâle (Circus macrourus), le busard Saint-Martin (Circus cyaneus), l’aigle des steppes (Aquila nipalensis), la buse pattue (Buteo lagopus) et la buse féroce (Buteo rufinus). La plus grande compétition a lieu avec le renard roux, qui consomme aussi principalement des insectes et de petits rongeurs. Une étude des fèces menée en Mongolie montre que le régime diffère surtout au printemps et en été : le corsac consomme plus de coléoptères et moins de grillons que le renard roux, qui ingère également davantage de viande de grands mammifères sous forme de charognes. La compétition est donc exacerbée en hiver, quand les insectes sont absents et les ressources alimentaires limitées.

### Reproduction et développement

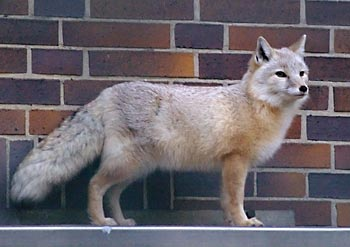
Individu observé au Zoo de Berlin

Les femelles ne donnent naissance qu’à une seule portée par an. La saison de reproduction s’étend, dans la majeure partie de l’aire de répartition, de janvier à mars, l’ovulation ayant généralement lieu en janvier ou février. Au début de cette période, les individus forment des groupes où plusieurs mâles suivent une femelle réceptive, se livrant parfois à des combats. Une fois le partenaire choisi, le couple forme une union monogame et s’installe ensemble dans un terrier. La gestation dure de 52 à 60 jours ; les premières naissances ont lieu à la mi-mars, la majorité survenant en avril. Les portées comptent généralement cinq à six petits, avec une fourchette allant de deux à dix renardeaux. Il existe vraisemblablement un lien entre la taille des portées et la disponibilité alimentaire, les années riches en ressources étant associées à des effectifs plus élevés.
Les nouveau-nés mesurent entre 130 et 140 mm pour un poids de 60 à 65 grammes. Ils naissent aveugles, sourds, et recouverts d’un pelage brun clair et doux, à queue unicolore ; leur coloration adulte ne s’installe qu’avec le développement. Les yeux s’ouvrent vers 14 à 16 jours. Ils consomment leur première viande après environ 28 jours. À partir de la mi-mai, ils sortent pour la première fois du terrier. Après la naissance, la femelle reste seule avec les petits pendant environ deux mois, tandis que le mâle occupe un terrier à proximité ou vit à l’extérieur ; il participe toutefois à la nourriture et à la protection des jeunes. La femelle peut changer jusqu’à deux ou trois fois de terrier avec les petits en cas d’infestation parasitaire. Il arrive que deux femelles partagent un terrier avec leurs portées respectives, et que des congénères participent à l’élevage des jeunes. Après le sevrage des petits, la femelle peut s’installer avec le mâle dans un autre terrier, tandis que les jeunes restent dans le terrier de mise bas.
La croissance et le développement des jeunes sont très rapides : à l’âge de quatre mois, ils atteignent la taille adulte. Ils deviennent sexuellement matures vers neuf mois, et peuvent donc se reproduire dès la fin de leur première année. Ils quittent généralement le terrier parental, mais demeurent souvent à proximité, pouvant y revenir à l’automne ou en hiver.
Les principaux facteurs de mortalité chez les jeunes en terrier sont les maladies et les prédateurs, auxquels pourraient s’ajouter des fourmis qui, selon certains chasseurs, attaqueraient les petits encore sans défense. Les taux de mortalité augmentent fortement en période hivernale longue et rigoureuse en raison de la rareté des ressources. Les adultes peuvent vivrent jusqu’à neuf ans.

## Le corsac et l’Homme
Le renard corsac étant facilement apprivoisable, il était souvent gardé comme animal de compagnie en Russie au XVIIe siècle.

### Menaces et protection

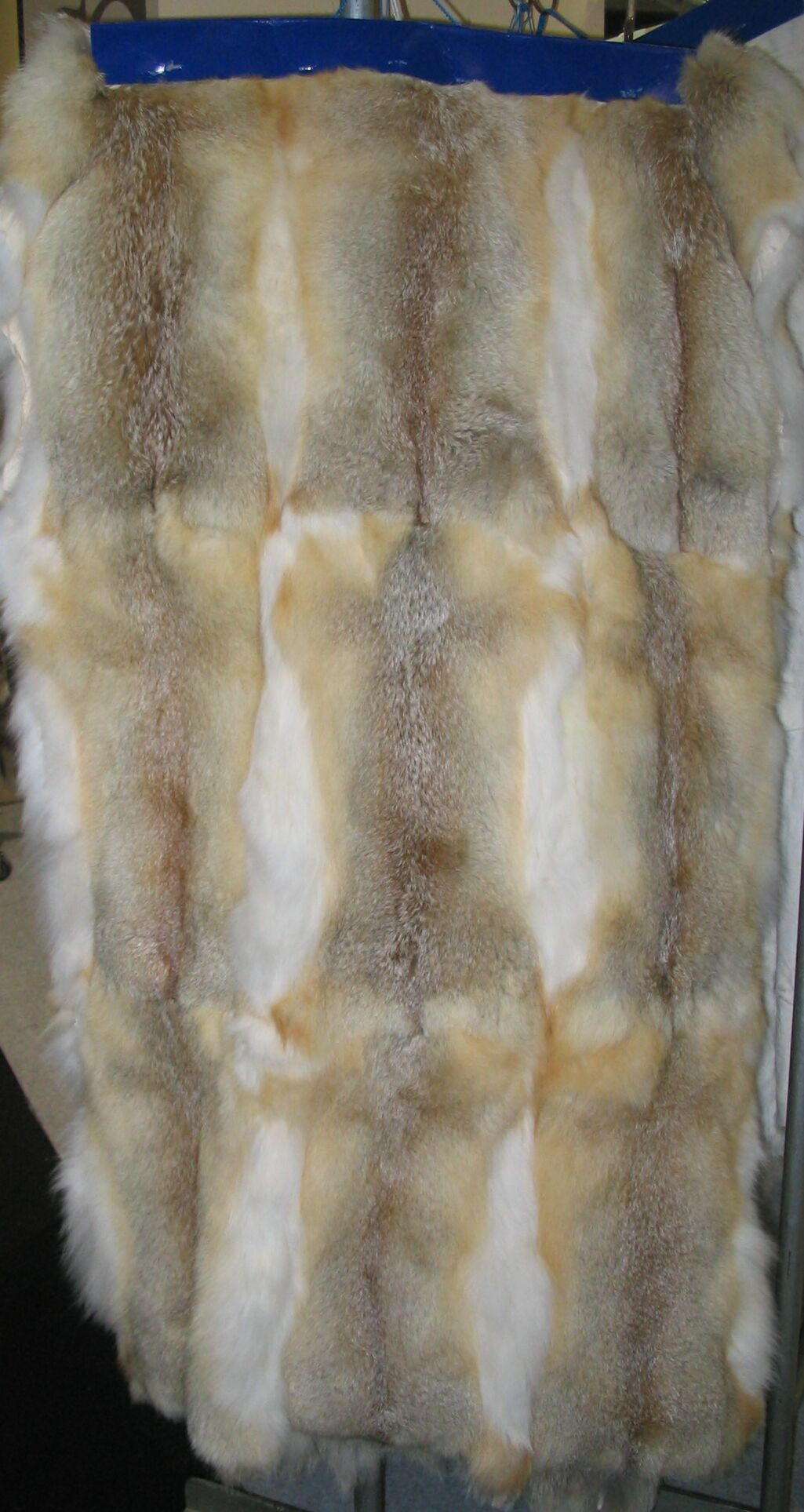
La fourrure du corsac est notamment désignée sous le nom de « renard mongol ».

La chasse au renard corsac est pratiquée depuis l’âge du bronze dans l’actuel Kazakhstan. Le commerce des fourrures de corsac (de) notamment au Kirghizistan, remonterai au moins jusqu’au XIIIe siècle. Bien que des armes à feu et des pièges installés à l’entrée des terriers soient utilisés, la chasse traditionnelle est la manière la plus courante de chasser l’animal, elle se pratique avec des lévriers spécialement élevés à cette fin, les Tazi, mais aussi par fauconnerie avec le faucon sacre ou l’aigle royal.
En raison de la qualité et de la beauté de sa fourrure, l’espèce a été, notamment intensément chassée par le passé, une pression qui se poursuit encore aujourd’hui. À certaines périodes au cours du XIXe siècle, c’est entre 40 000 et 50 000 peaux qui étaient échangées chaque année en Russie. Lors du commerce des fourrures à la foire d’Irbit en Sibérie, environ 10 000 peaux de corsac étaient vendues annuellement à la fin du XIXe siècle. Le canidé est devenu particulièrement à la mode dans les années 1920 grâce à une nouvelle méthode de teinture. Deux chiffres d’exportation annuels très contrastés témoignent de cette période : pour la saison 1925/26, 71 629 peaux furent exportées, contre seulement 22 836 la saison suivante, en 1926/27. Jusqu’en 2008 au moins, les peaux restaient prisées en Chine, en Mongolie, en Russie et dans d’autres parties septentrionales de l’aire de répartition, où elles faisaient l’objet d’un commerce soutenu.
Comme le renard corsac s’adapte mal aux paysages agricoles, la transformation de vastes steppes en terres arables ou en pâturages, ainsi que la forte augmentation locale des animaux d’élevage, constituent des menaces sérieuses. La chasse intensive a entraîné des déclins importants dans certaines régions. Ces facteurs, conjugués à la perte d’habitat, expliquent la disparition du corsac dans une large part de son aire de répartition historique. Le XXe siècle a connu plusieurs effondrements « catastrophiques » de ses populations, entraînant notamment une interdiction de chasse au Kazakhstan entre 1928 et 1938. Il n’existe pas d’estimations fiables sur la taille ou l’évolution des populations. De plus, leur abondance varie fortement selon les conditions climatiques et d’autres facteurs. Dans les années extrêmes, les effectifs peuvent localement chuter jusqu’à un dixième en un an.
En raison de son aire de répartition étendue et de l’absence actuelle de menaces majeures, l’Union internationale pour la conservation de la nature (UICN) classe néanmoins l’espèce dans la catégorie des « préoccupations mineures», car aucune menace aiguë ne pèse actuellement sur ses populations. Le renard corsac ne figure pas non plus dans les annexes de la Convention sur le commerce international des espèces de faune et de flore sauvages menacées d’extinction (CITES). La chasse est réglementée dans la plupart des pays de son aire de répartition. En Russie, au Kazakhstan et au Turkménistan, elle n’est autorisée qu’entre novembre et mars. Certaines méthodes sont interdites, telles que le déterrage, l’enfumage ou l’inondation des terriers, ainsi que les pièges empoisonnés. En Afghanistan, le corsac est une espèce protégée et la chasse ainsi que le commerce de ses peaux sont interdits.

#### Document primaire
- (la) Carl von Linné, Systema naturae per regna tria naturae, secundum classes, ordines, genera, species, cum characteribus, differentiis, synonymis, locis, vol. 1, partie 1, Stockholm, 12e éd., 1768, 53 p. (lire en ligne)Le nom « canis corsac » est écrit à la main juste entre les entrées dédiées à « Canis vulpes » et « Canis lagopus ».

#### Autres sources
- Mohsen Ahmadpour, « The occurrence of rare corsac fox (Vulpes corsac) in Iran is mainly determined by prey presence and land use », Journal of Arid Environments, Elsevier,‎ juin 2021 (DOI 10.1016/j.jaridenv.2021.104475, lire en ligne, consulté le 30 mars 2025)
- (en) W. Chris Wozencraft, Corsac Fox : In: Andrew T. Smith, Yan Xie (dir.), A Guide to the Mammals of China, Princeton, Princeton University Press, 2008, 420–421 p. (ISBN 978-0-691-09984-2)

- (en) Howard O. Clark, James D. Murdoch, Darren P. Newman, Claudio Sillero-Zubiri, « Vulpes corsac (Carnivora: Canidae) », Mammalian Species, vol. 832,‎ 2008, p. 1–8 (lire en ligne [PDF])

- (en) A. Poyarkov, N. Ovsyanikov, Corsac Fox – Vulpes corsac (Linnaeus, 1768) : In: Claudio Sillero-Zubiri, Michael Hoffman, David W. MacDonald (dir.), Canids: Foxes, Wolves, Jackals and Dogs – 2004 Status Survey and Conservation Action Plan, IUCN/SSC Canid Specialist Group, 2004, 142–147 p. (ISBN 2-8317-0786-2, lire en ligne [PDF])

- (en) Claudio Sillero-Zubiri, Corsac Fox Vulpes corsac : In: Don E. Wilson, Russell A. Mittermeier (dir.), Handbook of the Mammals of the World. Volume 1: Carnivores, Barcelone, Lynx Edicions, 2009 (ISBN 978-84-96553-49-1)